# Kurt Wimmer (Drehbuchautor)
Kurt Wimmer (* 9. März 1964 in Honolulu, Hawaii) ist ein US-amerikanischer Drehbuchautor und Regisseur.

## Leben
Wimmer besuchte die University of South Florida, die er mit einem Bachelor of Fine Arts in Kunstgeschichte verließ. Anschließend zog er nach Los Angeles, wo er seither als Drehbuchautor und Regisseur arbeitet.
Sein Debüt als Drehbuchautor gab Wimmer 1992 mit der Filmkomödie Double Trouble – Warte, bis mein Bruder kommt. Es folgten im Anschluss zwei Drehbücher für Horrorfilme. 1996 verfasste er die Story für den Actionfilm Die Wölfe. Im gleichen Jahr debütierte Wimmer als Regisseur und inszenierte den Actionthriller One Tough Bastard. Bisher folgten zwei weitere Filme, bei denen er die Regie übernahm.
Für den Film Equilibrium – Killer of Emotions entwickelte er zusammen mit dem Choreographen und Martial-Arts-Experten Jim Vickers die fiktive Kampfkunst des Gun Kata. In dem Film Ultraviolet machte er ebenfalls von Gun Kata Gebrauch. Der Film war allerdings weniger erfolgreich als sein „Vorgänger“.
Im Jahr 2009 trat Wimmer erstmals auch als Produzent in Erscheinung und war an dem Film Gesetz der Rache beteiligt, für den er auch das Drehbuch schrieb.
2010 schrieb Wimmer das Drehbuch für den Agententhriller Salt mit Angelina Jolie. Nachdem dieser Film weltweit erfolgreich lief, wurde Wimmer nun auch für das Drehbuch der Fortsetzung des Actionthrillers verpflichtet. Das Drehbuch für den zweiten Teil  wurde von der Hauptdarstellerin Angelina Jolie abgelehnt. Daraufhin wurde das Projekt nicht weiter verfolgt.

## Filmografie (Auswahl)
Als Drehbuchautor
- 1992: Double Trouble – Warte, bis mein Bruder kommt (Double Trouble)
- 1993: Marys Nachbar (The Neighbor)
- 1994: Wiege des Terrors (Relative Fear)
- 1996: Die Wölfe (The Wolves)
- 1997: Sphere – Die Macht aus dem All (Sphere)
- 1999: Die Thomas Crown Affäre (The Thomas Crown Affair)
- 2002: Equilibrium
- 2003: Der Einsatz (The Recruit)
- 2006: Ultraviolet
- 2008: Street Kings
- 2009: Gesetz der Rache (Law Abiding Citizen)
- 2010: Salt
- 2012: Total Recall
- 2015: Point Break
- 2020: Kinder des Zorns (Children of the Corn)
- 2020: Spell
- 2021: The Misfits – Die Meisterdiebe (The Misfits)
- 2023: The Expendables 4 (Expend4bles)
- 2024: The Beekeeper

Als Regisseur
- 1996: One Tough Bastard
- 2002: Equilibrium
- 2006: Ultraviolet
- 2020: Kinder des Zorns (Children of the Corn)

Als Filmproduzent
- 2009: Gesetz der Rache (Law Abiding Citizen)
- 2015: Point Break
- 2020: Spell

## Belege
1. ↑  FAQ zu Gun Kata auf gunkatta.com (Memento vom 25. Januar 2008 im Internet Archive), einer Website zu Gun Kata (englisch)
2. ↑  Anne Meyer-Gatermann: Kinofilm «Salt»: Salz im Getriebe. In: news.de. 25. August 2010, archiviert vom Original am 25. August 2010; abgerufen am 12. Januar 2024 (Filmkritik).
3. ↑  "Equilibrium"-Regisseur Kurt Wimmer schreibt auch "Salt"-Sequel
4. ↑  Colin McCormick, Padraig Cotter: Salt 2 Updates: Why The Angelina Jolie Sequel Never Happened. In: screenrant.com. 16. Dezember 2023, abgerufen am 12. Januar 2024.

| Personendaten    | Personendaten                                 |
| ---------------- | --------------------------------------------- |
| NAME             | Wimmer, Kurt                                  |
| KURZBESCHREIBUNG | US-amerikanischer Drehbuchautor und Regisseur |
| GEBURTSDATUM     | 9. März 1964                                  |
| GEBURTSORT       | Honolulu, Hawaii                              |